# Gianni Morbidelli
Gianni Morbidelli, född 13 januari 1968 i Pesaro, är en italiensk racerförare.  

## Racingkarriär
Gianni Morbidelli vann Italienska F3-mästerskapet 1989. Han gick därefter över till Formel 1 och körde första säsongen för BMS Scuderia Italia och senare för Minardi. Morbidelli ersatte Alain Prost i Ferrari i Australiens Grand Prix 1991 där han tog en halv poäng, men var för övrigt kvar i Minardi till och med 1992.
Efter att ha varit borta ett år från Formel 1 och kört i det italienska standardvagnsmästerskapet gick han till Footwork (Arrows) och tog poäng i två lopp 1994. Säsongen 1995 fortsatte han i Footwork och nådde det året sin största framgång i och med tredjeplatsen i Australien 1995. 
År 1996 var han testförare för Jordan och 1997 för Ferrari. Morbidelli fick i mitten av säsongen 1997 hoppa in i som andreförare för Sauber, dock utan att skörda några större framgångar, varför han lämnade Formel 1. Säsongen efter började han köra i British Touring Car Championship för Volvo Racing och blev där teamkamrat med Rickard Rydell.
Säsongen 2000 körde han i European Touring Car Championship för BMW och slutade trea totalt efter fem vinster och tio pallplaceringar. 2001 och 2002 fortsatte han i ETCC innan han 2003 gick över till mästerskapet ETSC där han slutade åtta totalt. 2004 körde Morbidelli ett par lopp i FIA GT och ett i ETCC. Säsongen 2005 körde han två lopp i FIA GT och två i det italienska GT-mästerskapet.
År 2006 körde Morbidelli för Team Nordauto i en Alfa Romeo 156 GTA i World Touring Car Championship tillsammans med brasilianen Augusto Farfus och landsmannen Salvatore Tavano.

## F1-karriär
| Säsong | Stall/Tillverkare                                 | Poäng | Placering |
| ------ | ------------------------------------------------- | ----- | --------- |
| 1990   | BMS Scuderia Italia (Dallara-Ford) Minardi-Ford ¹ | 0     | –         |
| 1991   | Minardi-Ferrari Ferrari                           | 0 0,5 | 24        |
| 1992   | Minardi-Lamborghini                               | 0     | –         |
| 1994   | Footwork-Ford                                     | 3     | 22        |
| 1995   | Footwork-Hart                                     | 5     | 14        |
| 1996   | Jordan                                            | -     | –         |
| 1997   | Sauber-Petronas Ferrari                           | 0     | –         |